# Argovien à queue blanche
L'Argovien à queue blanche (en allemand : Aargauer Weißschwanz ; en suisse allemand Aargauer Weissschwanz) est une race de pigeon domestique originaire de Suisse. La race est classée dans le groupe des pigeons de couleur.

## Origine
L'Argovien à queue blanche est originaire d'Argovie, canton du nord de la Suisse. Il est issu d'un travail de sélection à partir du Zurichois à queue blanche, du Queue blanche de Saxe et d'un pigeon suisse huppé. La race est officiellement reconnue en 1954,.

## Description
C'est un pigeon à la forme élégante, avec une tête huppée et des pattes emplumées. Diverses couleurs sont visibles chez cette race. La queue est composée de douze plumes rectrices blanches mais les sous-caudales sont colorées.

## Élevage
L'Argovien à queue blanche est élevé pour des expositions et concours, mais aussi pour de la production de viande.
Il est la seule race suisse aux pattes emplumées. Les plumes des pattes, étant de longueur moyenne et suffisamment compactes, sont d'un entretien facile.
Les effectifs de la race sont en diminution. Elle fait partie des races animales suisses soutenues par la fondation Pro Specie Rara.

## Standard
Le standard de la race est géré par la Suisse (CH/0410). Les oiseaux sont bagués avec une bague de 9 mm.

## Confusion possible
Au XXIe siècle, l'Argovien à queue blanche est la seule race suisse nommée Argovien. Elle est donc souvent citée sous le nom raccourci d'« Argovien » dans les sources récentes. Par contre, l'ancien nom du Queue colorée de Wiggertal était « Argovien à queue colorée, avec pattes lisses et huppe ». Son nom est changé en 1951.